# Definitor
Definítor (latinsko definitor), je prevzeta beseda, ki pomeni visok hiarh, svetovalec, pomočnik predstojnika samostanskega reda.